# Arne Johansson
Arne Johansson, švedski hokejist, * 25. februar 1915, Enköping, Uppsala, Švedska, † 12. oktober 1956, Södertälje, Stockholm, Švedska.
Johansson je vso svojo kariero branil za klub Södertälje SK v švedski ligi, skupno štirinajst sezon, dvakrat je tudi osvojil naslov švedskega državnega prvaka, v sezonah 1943/44 in 1952/53. 
Za Švedsko reprezentanco je nastopil na enih olimpijskih igrah, na katerih je osvojil četrto mesto, in štirih svetovnih prvenstvih, na katerih je bil dobitnik dveh srebrnih medalj. Za reprezentanco je branil na 74-ih tekmah.
Leta 2012 je bil sprejet v Švedski hokejski hram slavnih.